# Astacoides granulimanus
Astacoides granulimanus là một loài tông càng sông trong họ Parastacidae.